# ثقب أسود بدائي
مصطلح الثقب الأسود البدائي هو أحد فرضيات أنواع الثقوب السوداء التي لم تتكون بفعل انهيار ثقالي للنجوم الكبيرة بل من وجود كتلة شديدة الكثافة إبان تمدد الكون المبكر.
وفقاً لنموذج الانفجار العظيم, في اللحظات الأولى من الانفجار العظيم، كان الضغط والحرارة شديدان لأبعد الحدود، وتحت هذه الظروف، ربما حدث بعض الاضطراب في كثافة المادة وتسبب في مناطق عالية الكثافة بما يكفي لتكون ثقب أسود. بالرغم من أن غالبية المناطق عالية الكثافة قد تتشتت سريعاً بالتوسع الكوني، فإن الثقب الأسود قد يبقى صامداً.